# Tae Bo

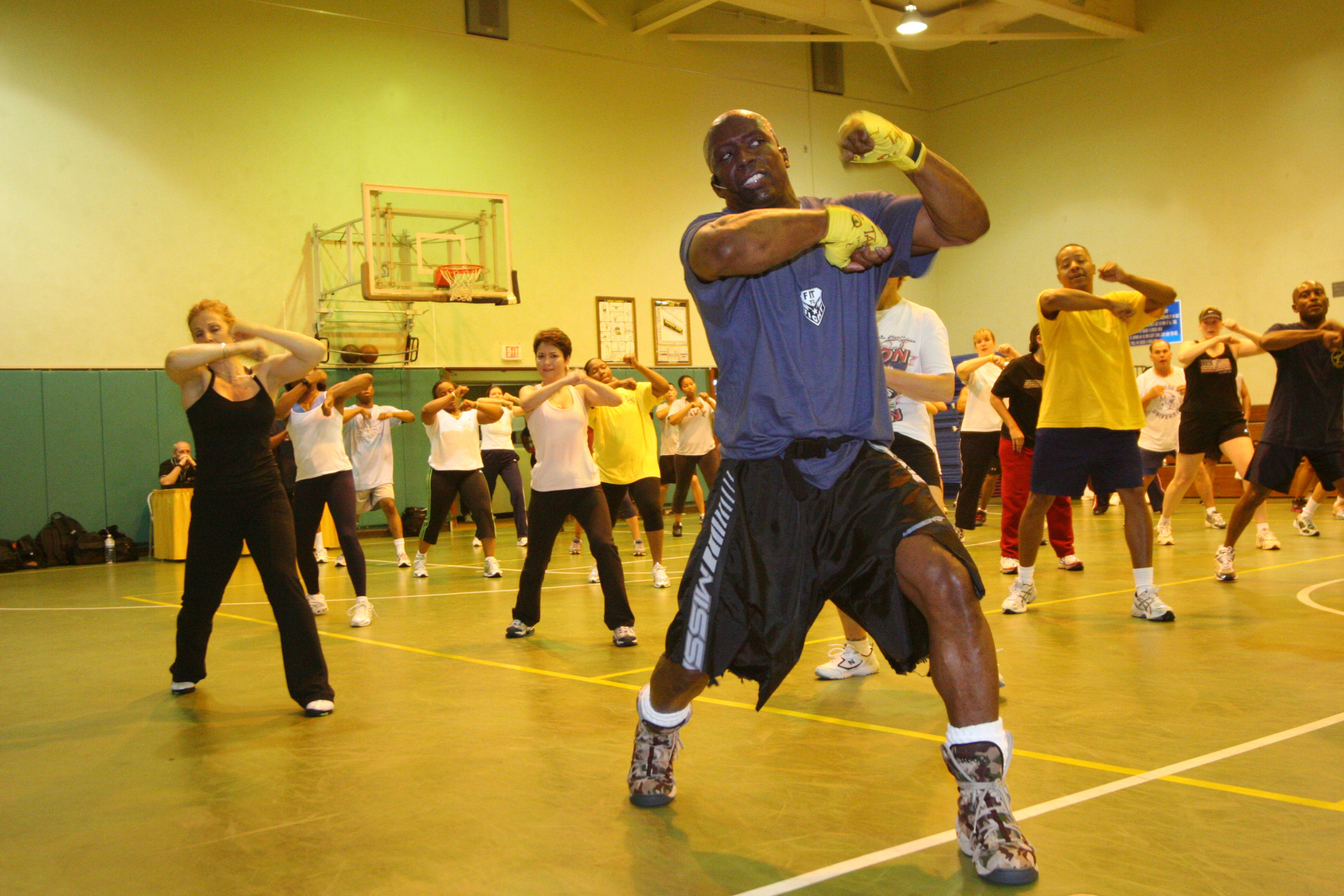
Creador del Tae Bo.

El tae bo es una serie de rutinas de ejercicios principalmente asociados al boxeo, al karate y al taekwondo desarrolladas por el siete veces campeón del mundo de karate en la modalidad de full contact, medallista en los juegos mundiales de karate deportivo y campeón de boxeo amateur ( o golden gloves), practicante de karate, y de taekwondo, además de actor, el estadounidense  Billy Blanks.
El tae bo, o (taekwondo + boxeo, como lo implica su nombre) se desarrolló desde 1973, pero se popularizó en 1990 combinando música, y técnicas de artes marciales con los ejercicios de entrenamiento desarrollando un régimen intensivo de trabajo, dividido en varios niveles. El tae bo se ha hecho muy popular, extendiéndose a lo largo del mundo y vendiéndose millones de videos del mismo.
Antes de que se diese a conocer ya se practicaban ejercicios que incorporaban técnicas de artes marciales hechos al ritmo de la música conocidos como katas musicales; sin embargo, los katas musicales no llegaron a tener la popularidad del tae-bo; por otra parte, los katas musicales eran parte de la rutina de exhibición de algunos artistas marciales occidentales, pero los mismos no eran practicados (formalmente) de manera independiente del resto de las actividades correspondientes al arte marcial al que estaban asociados.[cita requerida]
El tae bo incluye muchas de las patadas del karate y del taekwondo, así como varios de los golpes del boxeo occidental pero su fin práctico no es el combate. En el tae bo no hay lanzamientos, agarres ni combate en el suelo, sino que lo que se persigue es el aumento de la salud a partir del movimiento.
En 1999 se inventó el BodyCombat como un desarrollo del fitness con golpes y patadas.